# Kanton Quettehou
Quettehou is een voormalig  kanton van het Franse departement Manche.
Het kanton viel onder het arrondissement Valognes tot dat in 1926 werd opgeheven en het kanton werd opgenomen in het arrondissement Cherbourg. Op 22 maart 2015 werd het kanton opgeheven en werden de gemeenten opgenomen in een nieuw kanton Val-de-Saire.

## Gemeenten
Het kanton Quettehou omvatte de volgende gemeenten:
- Anneville-en-Saire
- Aumeville-Lestre
- Barfleur
- Crasville
- Montfarville
- Morsalines
- Octeville-l'Avenel
- La Pernelle
- Quettehou (hoofdplaats)
- Réville
- Sainte-Geneviève
- Saint-Vaast-la-Hougue
- Teurthéville-Bocage
- Valcanville
- Le Vicel
- Videcosville